# Hubert Viel
Hubert Viel (Caen, 1980) es un director de cine y guionista francés.

## Biografía
En 2006, Viel presentó su primer cortometraje, titulado Avenue de l'Opéra. En 2013, estrena su primer largometraje, Artémis, cœur d'artichaut, una comedia rodada en Super 8 e inspirada por directores como Éric Rohmer o Jean-Luc Godard. Su segunda película, Les Filles au Moyen Âge, estrenada en enero de 2016, está inspirada en películas como Perceval le Gallois, de Rohmer y Les Onze Fioretti de François d'Assise, de Roberto Rossellini.
En 2020, presentó Louloute, con actores como Alice Henri, Laure Calamy, Bruno Clairefond o Erika Sainte, una película protagonizada por una niña que vive junto a su familia en una vaquería y que no desprecia temas de tanta intensidad como el suicidio.

## Filmografía

### Largometrajes
- 2013 : Artémis, cœur d'artichaut
- 2015 : Les Filles au Moyen Âge
- 2020 : Louloute[3]

### Cortometrajes
- 2006 : Avenue de l'Opéra
- 2014 : Petit lapin